# Beaufort, Luxemburg
Beaufort (franska) (luxemburgiska: Beefort lyssna (fil), tyska: Befort) är en ort i kantonen Echternach i östra Luxemburg. Den är huvudort i kommunen med samma namn och ligger cirka 27,5 kilometer nordost om staden Luxemburg. Orten har 2 687 invånare (2022).